# Sunshine Tour 2014
De Sunshine Tour 2014 was het vijftiende seizoen van de Sunshine Tour. Het omvatte een serie van golftoernooien voor golfprofessionals, dat grotendeels plaatsvond in Zuid-Afrika.
Naast Zuid-Afrika, vond er ook golftoernooien plaats in andere Afrikaanse landen zoals Swaziland, Zambia en Zimbabwe.

## Kalender
| Data  | Data  | Toernooi                            | Baan                               | Plaats           | Winnaar             | Score | Score | Aantekeningen                                 |
| ----- | ----- | ----------------------------------- | ---------------------------------- | ---------------- | ------------------- | ----- | ----- | --------------------------------------------- |
| 06-02 | 09-02 | Joburg Open                         | Royal Johannesburg & Kensington GC | Johannesburg     | George Coetzee      | 268   | –19   | Verslag                                       |
| 13-02 | 16-02 | Afrika Open                         | East London Golf Club              | Oos-Londen       | Thomas Aiken po     | 264   | –20   | Verslag                                       |
| 20-02 | 23-02 | Dimension Data Pro-Am               | Fancourt - Montagu                 | George           | Estanislao Goya     | 275   | –14   |                                               |
| 27-02 | 02-03 | Tshwane Open                        | The Els Club at Copperleaf         | Centurion        | Ross Fisher         | 268   | –20   | Verslag                                       |
| 20-03 | 23-03 | Investec Cup                        | Lost City Golf Course              | Sun City         | Trevor Fisher Jr.   | 272   | –16   |                                               |
| 03-04 | 06-04 | Telkom PGA Championship             | Country Club Johannesburg          | Johannesburg     | Titch Moore po      | 273   | –15   |                                               |
| 10-04 | 14-04 | Golden Pilsener Zimbabwe Open       | Royal Harare Golf Club             | Harare           | Jbe' Kruger         | 270   | –18   |                                               |
| 07-05 | 10-05 | Investec Royal Swazi Open           | Royal Swazi Spa Country Club       | Mbabane          | Danie van Tonder po | 48    | 48    | stablefordtelling                             |
| 15-05 | 18-05 | Mopani Copper Mines Zambia Open     | Nkana Golf Club                    | Kitwe            | Wallie Coetsee      | 273   | –15   |                                               |
| 23-05 | 26-05 | Lombard Insurance Classic           | Royal Swazi Spa Country Club       | Mbabane          | Christiaan Basson   | 197   | –19   |                                               |
| 05-06 | 08-06 | Zambia Sugar Open                   | Lusaka Golf Club                   | Lusaka           | Lyle Rowe           | 279   | –13   | Nieuw toernooi                                |
| 25-06 | 27-06 | Vodacom Origins of Golf Tour I      | Euphoria Golf Estate               | Modimolle        | Danie van Tonder    | 204   | –12   |                                               |
| 02-07 | 04-07 | Sun City Challenge                  | Lost City Golf Course              | Sun City         | Dean Burmester      | 206   | –10   |                                               |
| 23-07 | 25-07 | Vodacom Origins of Golf Tour II     | Arabella Country Estate            | Kleinmond        | Jean Hugo           | 137   | –7    | 36-holes (regenweer)                          |
| 30-07 | 01-08 | Vodacom Origins of Golf Tour III    | St. Francis Links Golf Club        | Sint-Francisbaai | Keith Horne         | 207   | –9    |                                               |
| 27-08 | 29-08 | Wild Waves Golf Challenge           | Wild Coast Sun Country Club        | Port Edward      | Colin Nel           | 130   | –10   | 36-holes (regenweer)                          |
| 03-09 | 05-09 | Vodacom Origins of Golf Tour IV     | Wild Coast Sun Country Club        | Port Edward      | Louis de Jager po   | 208   | –2    |                                               |
| 01-10 | 03-10 | Vodacom Origins of Golf Tour V      | Vaal de Grace Golf Estate          | Parys            | PH McIntyre po      | 200   | –16   |                                               |
| 08-10 | 10-10 | Sun Boardwalk Golf Challenge        | Humewood Golf Club                 | Port Elizabeth   | Titch Moore         | 140   | –4    | Nieuw toernooi 36-holes (weersomstandigheden) |
| 17-10 | 19-10 | BMG Classic                         | Glendower Golf Club                | Johannesburg     | Merrick Bremner     | 204   | –12   |                                               |
| 29-10 | 31-10 | Vodacom Origins of Golf Tour Finale | Pezula Championship Golf Course    | Knysna           | Keith Horne         | 203   | –13   |                                               |
| 04-11 | 06-11 | Nedbank Affinity Cup                | Lost City Golf Course              | Sun City         | Louis de Jager po   | 204   | –12   |                                               |
| 27-11 | 30-11 | Lion of Africa Cape Town Open       | Royal Cape Golf Club               | Kaapstad         | Jaco Ahlers         | 276   | –12   |                                               |
| 04-12 | 07-12 | Nedbank Golf Challenge              | Gary Player Country Club           | Sun City         | Danny Willett       | 270   | –18   |                                               |
| 11-12 | 14-12 | Alfred Dunhill Kampioenschap        | Leopard Creek Golf Club            | Malalane         | Branden Grace       | 268   | –20   |                                               |
| 2015  |       |                                     |                                    |                  |                     |       |       |                                               |
| 08-01 | 11-01 | Zuid-Afrikaans Open                 | Glendower Golf Club                | Johannesburg     | Andy Sullivan       | 277   | –11   |                                               |

| po = winnaar na play-off |